# Gugney
Gugney é uma comuna francesa na região administrativa de Grande Leste, no departamento de Meurthe-et-Moselle. Estende-se por uma área de 2,93 km². Em 2010 a comuna tinha 79 habitantes (densidade: 27 hab./km²).